# Марина Перазич
Маріна Перазіч (нар. 29 травня 1958, Рієка, СФРЮ) — югославська та хорватська співачка.

## Дискографія
- Марина (1987)
- Иста као море (1998)